# Абсолютне попереднє концентрування
Абсолютне попереднє концентрування (рос. абсолютное предварительное концентрирование, англ. absolute preconcentration) — в аналітичній хімії — операція при аналізі слідів, в результаті
якої мікрокомпоненти переносяться від зразка з великою масою до зразка з меншою масою, в результаті чого в останньому концентрація мікрокомпонента зростає. Це може бути зменшення об'єму розчинника при дистиляції чи випаровуванні, або екстракція з водного розчину до меншого за об'ємом органічного розчинника.